# 莫斯托夫斯科伊區

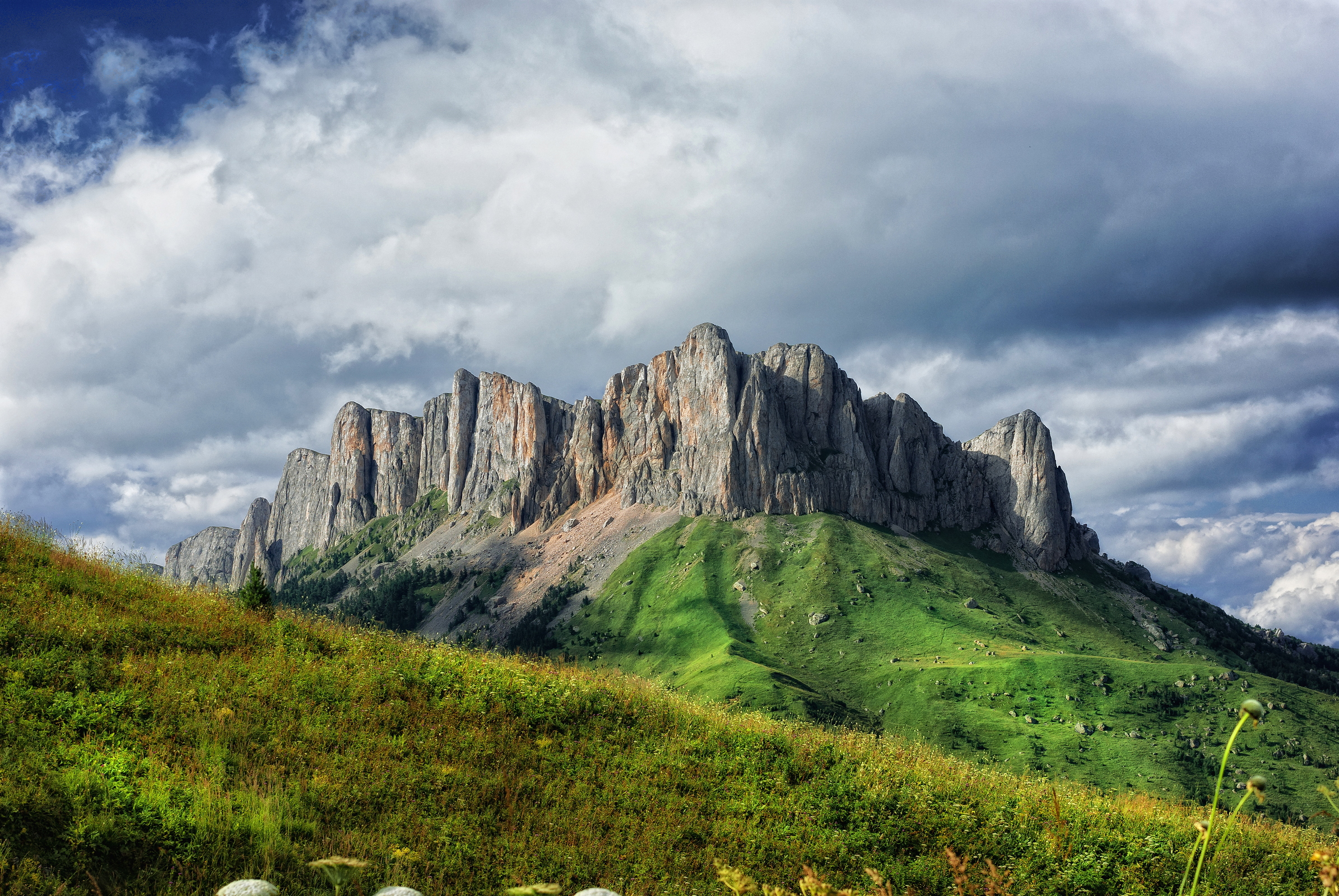

44°24′32″N 40°47′50″E / 44.40889°N 40.79722°E
莫斯托夫斯科伊區（俄语：Мостовский район），是俄羅斯的一個區，位於該國西南部，由克拉斯諾達爾邊疆區負責管轄，面積3,750平方公里，2010年人口71,178，人口密度每平方公里18.98人。